# Chorągiew janczarska Buławy Wielkiej Koronnej
Zasugerowano, aby zintegrować ten artykuł z artykułem Chorągiew węgierska Buławy Wielkiej Koronnej. Nie opisano powodu propozycji integracji.

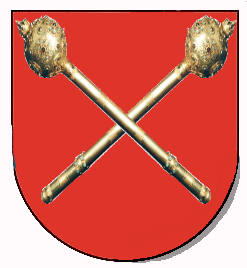
Buławy hetmańskie

Chorągiew Janczarska Buławy Wielkiej Koronnej – jednostka piechoty janczarskiej na służbie wojska I Rzeczypospolitej, istniejąca w latach 1717−1775.

## Formowanie i zmiany organizacyjne
Uchwalony na  sejmie 1717 roku komput wojska koronnego przewidywał zorganizowanie chorągwi janczarskiej buławy wielkiej koronnej w sile 150 porcji.
W sztabie kompanii służyli: kapitan, porucznik, chorąży, lekarz, profos oraz kilku podoficerów i orkiestrantów.
Stanowisko: u boku hetmana wielkiego koronnego.

## Barwa chorągwi
Żołnierze chorągwi janczarskich, później znów przekształconych na węgierskie, nosili strój zbliżony do wzorów tureckich i węgierskich, przy czym kurtki poszczególnych chorągwi różniły się kolorem.

## Żołnierze chorągwi
Szefowie:
- Zgodnie z tradycją szefem chorągwi był każdorazowo hetman wielki koronny[4].

Rotmistrzowie:
- Orchowski (1754),
- Połubiński (1760−1775).

## Bitwy i potyczki
Janczarzy tej chorągwi brali udział w działaniach zbrojnych konfederacji barskiej (1768−1772).